# Бархатная золотая жила
«Бархатная золотая жи́ла» (англ. Velvet Goldmine) — музыкальный фильм Тодда Хейнса об эпохе британского глэм-рока начала 1970-х. Название фильму дала одноимённая песня Дэвида Боуи 1971 года Velvet Goldmine с весьма двусмысленным текстом. Сюжет фильма полностью вымышленный, однако при создании образов главных героев Брайана Слейда и Курта Уайлда режиссёр отталкивался от фигур музыкантов Дэвида Боуи и Игги Попа. Приз за художественный вклад Каннского кинофестиваля 1998 года.

## Сюжет
В 1984 году британский журналист Артур Стюарт пишет статью о таинственном исчезновении звезды глэм-рока 1970-х Брайана Слэйда после мистификации его смерти десятью годами ранее и берёт интервью у тех, кто принимал участие в карьере артиста. По мере того как каждый причастный вспоминает о своих мыслях, это становится вступлением к виньетке, посвящённой именно этому отрезку личной и профессиональной жизни Слейда.
Часть истории посвящена реакции семьи Стюарта на его гомосексуальность, а также тому, как геи и бисексуальные звезды глэм-рока и музыкальная сцена дали ему силы стать известным. Рок-шоу, мода и рок-журналистика — всё это играет роль в показе молодёжной культуры Британии 1970-х годов, а также гей-культуры того времени. В начале своей карьеры Слейд женат на Мэнди. Приехав в США, он знакомится с американской рок-звездой Куртом Уайлдом, и они начинают участвовать в жизни друг друга. В виньетках показано, как Уайлду и Слэйду становится всё труднее работать, по мере того как они становятся все более знаменитыми. Они страдают от разлада в личных и профессиональных отношениях. В конце концов, карьера Слэйда заканчивается после того, как критики и поклонники негативно отреагировали на его рекламный трюк, в котором он инсценировал собственное убийство.
По мере приближения к истине о том, где сейчас находится Слэйд, редактор неожиданно сообщает Стюарту, что эта история больше не представляет общественного интереса и Стюарт назначен на тур Томми Стоуна, который, по совпадению, является новым персонажем Брайана Слэйда. Выясняется, что Стюарт также был на концерте, где Слейд инсценировал свою смерть, и что после того, как он увидел выступление Уайлда в другой вечер, между ним и Стюартом произошла сексуальная связь. В конце концов Стюарт сталкивается с Томми Стоуном и снова встречает Уайлда, который случайно передаёт ему украшение Оскара Уайльда.

## Прообразы героев
В центре фильма — Брайан Слэйд (Джонатан Рис-Майерс) — суперзвезда глэм-рока и бисексуал (образ которого списан с Дэвида Боуи и, возможно, с Марка Болана), а также Курт Уайльд (Юэн Макгрегор) — чрезвычайно вызывающий музыкант, «сидящий» на наркотиках и полностью обнажающийся на своих концертах. За основу взяты образы Игги Попа — «вокалиста и основателя величайшей из всех гаражных групп, известных человечеству» и Лу Рида.
Сюжет имеет чёткие параллели со взаимоотношениями Боуи с Игги Попом и Лу Ридом в 1970-х и 1980-х годах. Сценический альтер эго Брайана Слейда («Демон Максвелл») и его сопровождающую группу («Venus in Furs» — «Венера в мехах») можно чётко идентифицировать с альтер эго Боуи Ziggy Stardust и сопровождающей группой («Spiders from Mars»). И, как Слейд и Уайльд, Боуи активно сотрудничал с Игги Попом и Ридом.
Также критики отмечали сходство образа Курта Уайльда с Куртом Кобейном, хотя режиссёр фильма уверял, что сходство получилось непреднамеренным .

## В ролях
- Юэн Макгрегор — Курт Уайлд
- Кристиан Бэйл — Артур Стюарт
- Джонатан Рис-Майерс — Брайан Слэйд
- Тони Коллетт — Мэнди Слэйд
- Эдди Иззард — Джерри Дивайн
- Мико Уэстмоленд — Джек Фэйри
- Аластер Камминг — Томми Стоун
- Эмили Вуф — Шеннон
- Джозеф Битти — Купер
- Майкл Фист — Сеси
- Линдси Кемп — мим
- Джанет МакТир — рассказчица

## Награды и номинации
| Премия                 | Категория                    | Номинант        | Результат |
| ---------------------- | ---------------------------- | --------------- | --------- |
| «Оскар»                | Лучший дизайн костюмов       | Сэнди Пауэлл    | Номинация |
| BAFTA                  | Лучший дизайн костюмов       | Сэнди Пауэлл    | Победа    |
| BAFTA                  | Лучший грим и причёски       | Питер Кинг      | Номинация |
| «Независимый дух»      | Лучший фильм                 | Кристин Вашон   | Номинация |
| «Независимый дух»      | Лучший режиссёр              | Тодд Хейнс      | Номинация |
| «Независимый дух»      | Лучшая операторская работа   | Мариза Альберти | Победа    |
| Каннский кинофестиваль | Золотая пальмовая ветвь      | Тодд Хейнс      | Номинация |
| Каннский кинофестиваль | Приз за художественный вклад | Тодд Хейнс      | Победа    |

## Звуковая дорожка
Дэвид Боуи воспринял фильм как пасквиль, искажающий реальные факты его биографии. Музыка Боуи должна была звучать в кинокартине, однако он запретил её использование, равно как и упоминание его имени. Музыкальная ткань фильма вынужденно соткана из мелодий других глэм-рокеров, как, например, Slade и T. Rex. Несколько оригинальных песен исполнил Том Йорк.
- Carter Burwell — Velvet Spacetime
- Slade — Coz I Luv You
- Гари Глиттер — Do You Wanna Touch Me? (Oh Yeah)
- The Stooges — T.V. Eye
- The Stooges — Gimme Danger
- Roxy Music — Virginia Plain
- Roxy Music — 2HB
- Брайан Ино — Baby’s On Fire
- Брайан Ино — Needle in the Camel’s Eye
- Брайан Ино — The Fat Lady of Limbourg
- Брайан Ино — Dead Finks Don’t Talk
- Steve Harley — Sebastian
- T. Rex — 20th Century Boy
- T. Rex — Diamond Meadows
- T. Rex — Cosmic Dancer
- Little Richard — Tutti Frutti
- Брайан Ферри — Bitter’s End
- Grant Lee Buffalo — The Whole Shebang
- Том Йорк — Ladytron
- Том Йорк — Bitter Sweet
- Лу Рид — Satellite of Love
- Pulp — We Are the Boys
- Shudder to Think — The Ballad of Maxwell Demon
- Марк Арм, Ron Asheton — My Unclean

## Восприятие
Фильм получил от смешанных до положительных отзывов критиков. На сайте-агрегаторе рецензий Rotten Tomatoes фильм имеет 62 % на основе 50 рецензий со средним баллом 6,5/10. Общее мнение критиков гласит: «Фильм использует визуальный и повествовательный подход, соответствующий его огромной теме, хотя это все ещё разочаровывающе меньше, чем сумма его частей». Metacritic сообщает о 65 баллах из 100 на основе 25 критиков, что указывает на «в целом благоприятные отзывы».